# António Antunes
António Antunes Ferreira (Lisbona, 6 febbraio 1962) è uno scacchista portoghese.
Ottenne il titolo di Maestro Internazionale nel 1985 e di Grande Maestro nel 1994.

È stato il primo Grande maestro del Portogallo.

## Principali risultati
Nel 1988 vinse il 44º Campionato portoghese.
Dal 1984 al 1996 partecipò con la nazionale portoghese a sette olimpiadi degli scacchi (4 volte in 1a scacchiera), ottenendo 42,5 punti su 72 partite (59%).
Nel 1986 vinse la sezione B del 28º Torneo di Capodanno di Reggio Emilia; nel 1994 fu 2° a Matanzas nella sezione B del Capablanca Memorial e 3° nell'open di Elgoibar; nel 1996 fu 2º dietro a Alexander Onischuk nella sezione B del torneo di Wijk aan Zee; nel 1997 fu 5° nell'open di Tunisi (vinto da Anatoly Vaisser).
Di professione è un agente di cambio presso la borsa valori di Lisbona.